# Lago Pilsen
El lago Pilsen (en alemán: Pilsensee) es un lago situado en la región administrativa de Alta Baviera, en el estado de Baviera (Alemania), a una elevación de 534 metros; tiene un área de 195 hectáreas. Sobre su orilla norte se encuentra la ciudad de Hechendorf.